# بريان شميت (لاعب هوكي الجليد)
بريان شميت (بالإنجليزية: Bryan Schmidt)‏ هو لاعب هوكي الجليد أمريكي، ولد في 27 يوليو 1981 في بلومنغتون في الولايات المتحدة.

## وصلات خارجية
- بريان شميت على موقع دوري الهوكي الوطني (الإنجليزية)
- بريان شميت على موقع EliteProspects.com (الإنجليزية)
- بريان شميت على موقع Eurohockey.com (الإنجليزية)
- بريان شميت على موقع HockeyDB.com (الإنجليزية)